# Hermann Gollner
Carl Friedrich Hermann Gollner (* 25. Juli 1830 in Kranichfeld; † 19. April 1906 in Hanau) war ein deutscher Emailmaler, Porzellanmaler, Maler und Hochschullehrer.

## Leben
Hermann Gollners Vater, Friedrich Gollner, war Apotheker in Kranichfeld. Mit 14 Jahren wurde Gollner in Kahla zum Porzellanmaler ausgebildet.
1850 war er an der Kunstakademie in Dresden Schüler bei Ludwig Richter, um Kunstmaler zu werden. 1852 wechselte Gollner mit Georg Cornicelius, einem entfernten Verwandten, nach Hanau und wurde Schüler von Cornicelius, der dort eine Privatmalschule leitete.
Sein Ölbild mit dem Titel Umzug des Christkindleins durch die deutschen Lande wurde 1857 von Herzog Bernhard von Sachsen-Meiningen erworben.
1862 wurde Gollner vom Azaleenzüchter C. Schulz, der in Hanau eine Kunst- und Handelsgärtnerei betrieb, beauftragt, neun seiner Züchtungen indischer Azaleen zu malen. Ein Bild mit drei indischen Azaleen wurde 1862 im Deutschen Magazin für Garten- und Blumenkunde veröffentlicht. Ein weiteres Bild mit den neun Züchtungen sowie einigen belgischen und aus China eingeführten Azaleensorten wurde 1863 als Ölfarbendruck das Prämienbild für Abonnenten der Zeitschrift.
Seit 1860 schuf Gollner in Emailmalerei Bildnisse und Miniaturkopien nach berühmten Gemälden, da sein Lebensunterhalt mit dem Malen von Ölbildern nicht ausreichend gesichert war. Als gelernter Porzellanmaler gelang ihm die Emailmalerei ohne eine weitere Ausbildung. Nach größtenteils eigenen Entwürfen schuf er kunstgewerbliche Emailmalereien für die Hanauer Schmuckindustrie. Er fertigte auch Porträts in Emailmalerei an. Außerdem erhielt er Arbeitsaufträge von den Höfen in Darmstadt und München. 1868, 1890 und 1891 war er Mitglied des Ortsvereins Hanau der Allgemeinen Deutschen Kunstgenossenschaft. In den Jahren 1879 und 1880 war er als Lehrer an der Königlich Preußischen Zeichenakademie in Hanau tätig und leitete dort die neugegründete Fachklasse für Emailmalerei.
Zu seiner Zeit wurde Gollner als „hervorragender Emaillemaler“ bezeichnet.

## Werke
Gemälde
- Gesellschaft im Park (Frankfurt am Main, Städtische Galerie, Inventarnummer SG 611), 38,5 × 44 cm, Öl auf Pappe.[13][7]
- Mauer am Waldrand (Frankfurt am Main, Städtische Galerie, Inventarnummer SG 612), 29,2 × 34,6 cm, Öl auf Pappe.[14][7]
- Sandgrube bei Hanau (Frankfurt am Main, Städtische Galerie, Inventarnummer SG 724), 36,5 × 57,7 cm, Öl auf Pappe.[7]
- Studienkopf eines Jungen (Frankfurt am Main, Städtische Galerie, Inventarnummer SG 743), 34,1 × 27,5 cm, Öl auf Leinwand.[7]
- Junge Frau mit Laute, 1906, 55 × 48 cm, Öl auf Metall. Auktion bei Balclis, Barcelona, Spanien am 8. Juli 2015.[15]
- Die Ronneburg (Hanau, Historisches Museum der Stadt Schloss Philippsruhe), um 1860, 57 × 76,5 cm, Öl auf Leinwand.[16]
- Selbstbildnis des Künstlers (Hanau, Historisches Museum der Stadt Schloss Philippsruhe), 1898, 34 × 27 cm, Öl auf Leinwand.[16]

Emailbilder
- Der Vermittler, 44 × 35 cm, Emaille auf Kupfer. Auktion bei Balclis, Barcelona, Spanien am 17. März 2011.[15]

Zeichnungen
- Alte Eiche in einer Waldlichtung (Frankfurt am Main, Städel Museum, Inventarnummer SG 1290), 259 × 199 mm, Bleistift und Pastellkreide auf Karton.
- Meeresküste (Frankfurt am Main, Städel Museum, Inventarnummer SG 1937), 79 × 164 mm, Bleistift auf glattem Velinpapier.
- Junge Mädchen belauschen hinter einer Mauer einen Mann, der einem Kinde zu trinken gibt, und mehrere andere Figuren (Frankfurt am Main, Städel Museum, Inventarnummer SG 1938), 174 × 204 mm, Bleistift auf Velinpapier.
- Zwei Figuren (Frankfurt am Main, Städel Museum, Inventarnummer SG 1938), 204 × 174 mm, Bleistift auf Velinpapier.

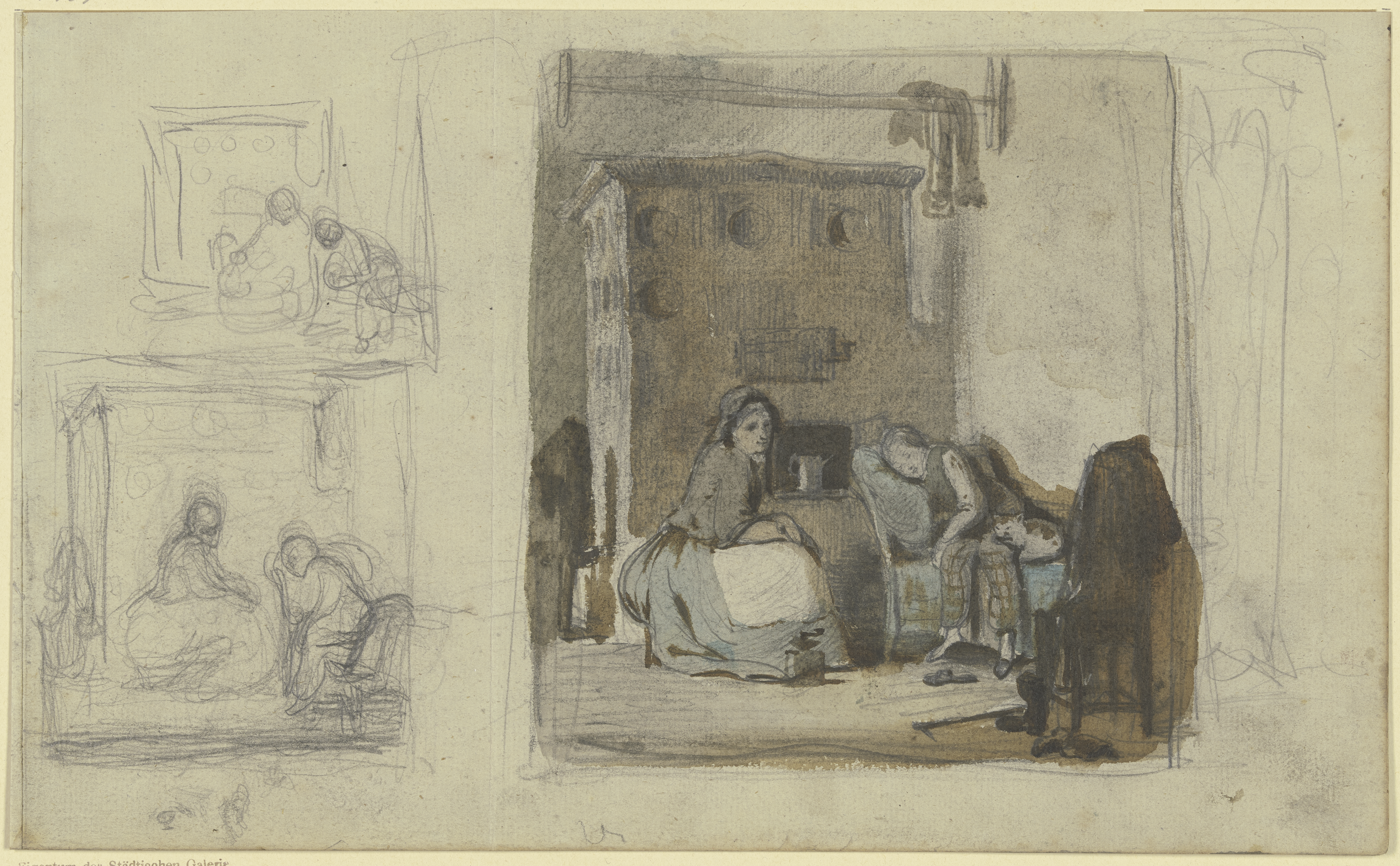
Gollner: Familienszenen

- Familienszenen (Frankfurt am Main, Städel Museum, Inventarnummer SG 1939), 194 × 319 mm, Aquarell über Bleistift auf Büttenpapier.
- Familienszenen im Freien (Frankfurt am Main, Städel Museum, Inventarnummer SG 1939), 194 × 319 mm, Bleistift auf Büttenpapier.
- Lindenfels. Blick ins Gersprenzt[al], 1895, 30 × 37,5 cm, Bleistift und Aquarell, weiß gehöht. Auktion bei Christie’s, London, Vereinigtes Königreich am 21. Oktober 1999.[15]

Das Städel Museum Frankfurt am Main erwarb die Bleistiftzeichnungen in den Jahren 1937 und 1938.